# NGC 72
NGC 72 es una galaxia espiral barrada que se estima está a unos 320 millones de años luz de distancia en la constelación de Andrómeda. Fue descubierto por R. J. Mitchell en 1855 y su magnitud es de 13,5.